# Manicaland
Manicaland là tỉnh miền đông Zimbabwe. Theo điều tra dân số năm 2022, Manicaland đứng thứ hai toàn quốc với 2,037 triệu người, sau Harare. Còn về mật độ dân số, Manicaland đứng thứ 3 sau Harare và Bulawayo. Thời thuộc địa, Manicaland là một trong năm tỉnh ban đầu của Nam Rhodesia. Tỉnh này có nhiều điểm thu hút du lịch như Thác Mutarazi, Vườn quốc gia Nyanga và ba đỉnh núi cao nhất Zimbabwe. Manicaland này được chia thành 10 đơn vị hành chính gồm 7 huyện và 3 thị trấn trong đó có thủ phủ Mutare. Cái tên "Manicaland" bắt nguồn từ tên gọi dân tộc Manyika nói phương ngữ ChiManyika tiếng Shona.
Phía tây bắc Manicaland giáp tỉnh Mashonaland Đông, tây giáp tỉnh Midlands, tây nam giáp tỉnh Masvingo và phía đông giáp Mozambique. Diện tích 36,459 kilômét vuông (14,077 dặm vuông Anh) chiếm 9,28% tổng diện tích Zimbabwe, đứng thứ 6/10. Kinh tế tỉnh chủ yếu tập trung vào công nghiệp và nông nghiệp, đặc biệt là sản xuất, khai thác kim cương,vàng, đồn điền lấy gỗ, chè, cà phê và du lịch. Trong những năm gần đây, kinh tế Manicaland suy thoái khi các công ty sản xuất và khai thác mỏ tiếp tục đóng cửa, và bị tụt hậu so với các tỉnh khác.
Phát triển gần đây trong tỉnh chủ yếu ghi nhận từ khu vực Bocha, nơi triển khai một số dự án cơ sở hạ tầng lớn. Manicaland là một trong những khu vực kém phát triển thê thảm trong nước, và đỉnh điểm chính là kinh tế tệ hại do kế hoạch Zezuru-Korekore được cựu tổng thống Robert Gabriel Mugabe thúc đẩy.  Kim cương lần đầu tiên được phát hiện tại khu vực Chiadzwa ở Bocha chỉ trong vài năm, khu vực không được hưởng lợi gì từ đó. Penalonga là nơi thực hiện hoạt động khai thác vàng bất hợp pháp, tài nguyên lại bị công ty Scott Sakupwanya và các qiam chức chiếm đoạt, Manicaland không được lợi gì.

## Địa lý
Phía bắc Manicaland giáp Mashonaland Đông, tây giáp Midlands, nam và tây nam giáp Masvingo còn phía đông là Cộng hòa Mozambique. Thủ phủ Mutare (dân số:184.205), cách thủ đô Harare khoảng 265 kilômét (165 mi) về phía đông nam.

## Quận huyện

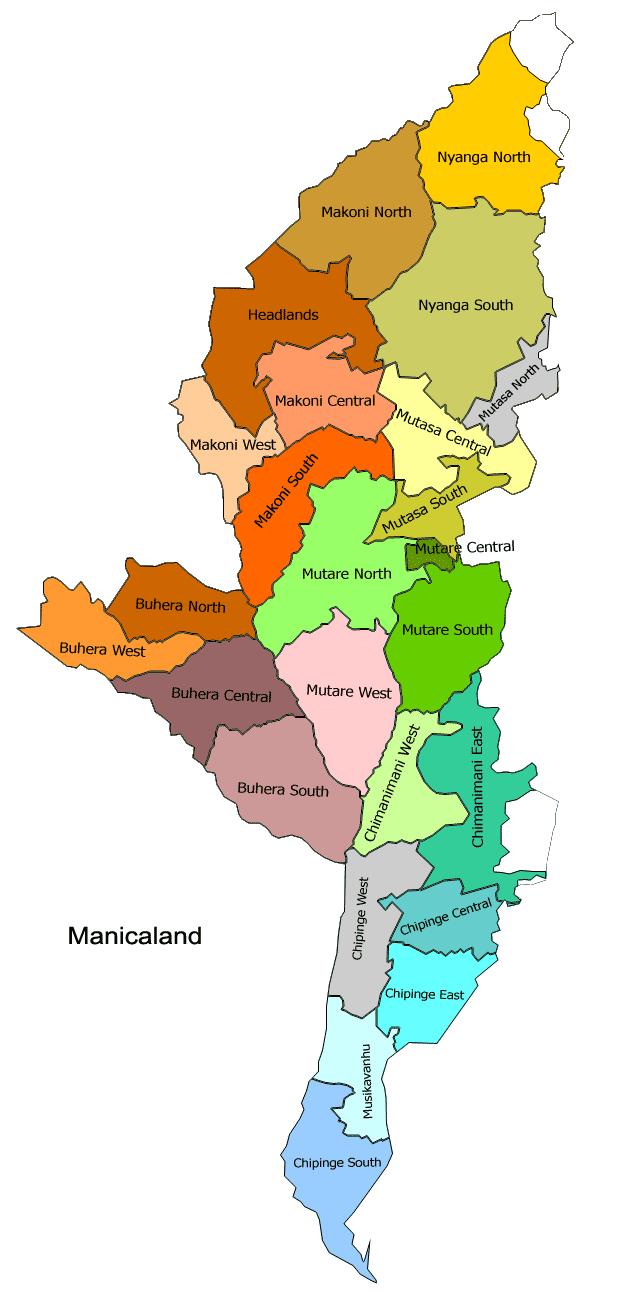
Các khu bầu cử Manicaland năm 2008

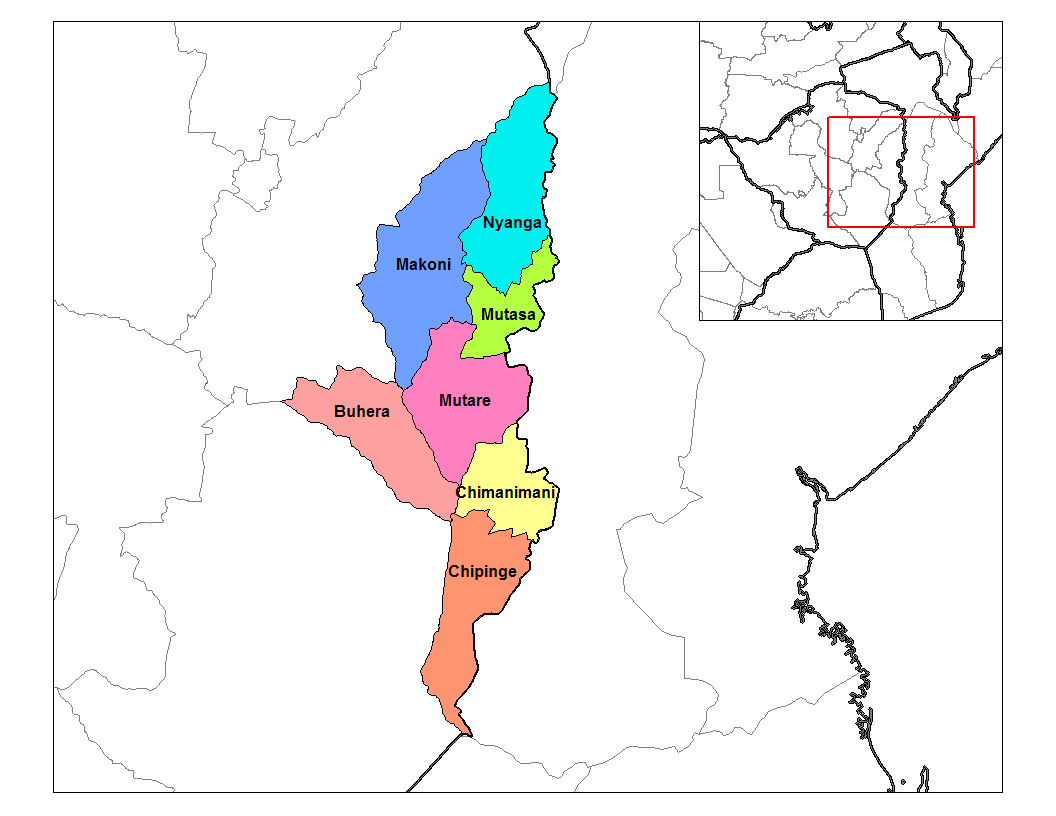
Các huyện của Manicaland

Tỉnh được chia thành 7 huyện và 3 thị trấn/hội đồng:
- Buhera
- Chimanimani
- Chipinge
- Makoni
- Mutare (ở trung tâm)
- Mutasa
- Nyanga (ở phía đông bắc của tỉnh)
- Hội đồng thành phố Mutare
- Hội đồng thị trấn Chipinge
- Hội đồng thị trấn Rusape

## Nhân khẩu học và sự đa dạng
Đạo luật phân bổ đất năm 1930 đã vẽ lại ranh giới giữa các vương quốc/bộ lạc, đồng thời điều chỉnh theo Luật chăn nuôi đất bản địa năm 1951.

## Tâm linh và tôn giáo
Một lượng lớn người dân vẫn giữ tục thờ cúng cổ truyền, nhưng hiện có khoảng 65% dân số theo Cơ Đốc giáo.

## Trường học
Manicaland tự hào có một số trường học thành tích tốt nhất trong cả nước.
| Huyện       | Tiểu học | Sơ trung |
| ----------- | -------- | -------- |
| Buhera      | 140      | 55       |
| Chimanimani | 68       | 24       |
| Chipinge    | 125      | 40       |
| Makoni      | 170      | 60       |
| Mutare      | 172      | 67       |
| Mutasa      | 72       | 27       |
| Nyanga      | 75       | 25       |
| Tổng cộng   | 822      | 298      |